# 斯美玲
斯美玲，前香港及三藩市粵語電視新聞主播及編輯主任。

## 生平
斯美玲於香港嘉諾撒聖方濟各書院畢業，為香港浸會大學文學士，於1980年代在無綫電視新聞部擔任記者及主播。1988年斯美玲移居美國三藩市灣區，1989年2月6日起與同為前無綫新聞記者的梁家榮在當地電視台KTSF合作報道粵語新聞節目，期間曾參與採訪的新聞事件包括美國總統比爾·克林頓訪華、中華人民共和國國務院總理朱鎔基訪美、香港主權移交、波斯尼亞危機、2000年中華民國總統選舉等。同時擔任KTSF新聞部總編輯並間中主持社區節目《華人叢刊》，而每當三藩市灣區發生受香港媒體關注的事件時亦為無綫新聞進行特約報道。
斯美玲於2009年8月28日從KTSF請假兩年，期間在台灣出任壹電視新聞總監，負責為壹電視籌備新聞台，但仍將間中亮相KTSF報道和分析亞洲地區的新聞動向；2012年初調到洛杉磯擔任壹電視海外市場開發總監，2013年1月初回KTSF擔任國粵語新聞編輯主任。

## 相關連結
- 有關KTSF斯美玲資料